# Willi Heeks
Wilhelm Heeks (13 de fevereiro de 1922 — 13 de agosto de 1996) foi um automobilista alemão que participou dos Grandes Prêmios da Alemanha de 1952 de Fórmula 1.